# Киба (станция)
Станция Киба (яп. 木場駅 киба эки) — железнодорожная станция на линии Тодзай расположенная в специальном районе Кото, Токио. Станция обозначена номером T-13. Была открыта 14-го сентября 1967 года.

## Планировка станции
Одна платформа островного типа и два пути.
| 1 | ○ Линия Тодзай | Ураясу, Ниси-Фунабаси, Тоё-Кацутадай                      |
| 2 | ○ Линия Тодзай | Отэмати, Иидабаси, Такаданобаба, Накано, Линия Тюо Митака |

## Близлежащие станции
| «              |  | Линия        |  | »     |
| -------------- |  | ------------ |  | ----- |
| Мондзэн-Накатё |  | Линия Тодзай |  | Тоётё |